# Воронково (Омская область)
Воронково — село в Таврическом районе Омской области. Входит в состав Сосновского сельского поселения.

## История
Основано в 1919 году. В 1928 году состояло из 100 хозяйств, основное население — русские. Центр Воронковского сельсовета Сосновского района Омского округа Сибирского края.

## Население
| 1926 | 2002 | 2010 |
| ---- | ---- | ---- |
| 507  | ↘170 | ↘159 |